# 드레스덴 필하모니 관현악단
드레스덴 필하모니 관현악단(또는 드레스덴 필하모니커, 독일어: Dresdner Philharmonie)은 독일 드레스덴에 위치한 관현악단이다. 1870년에 창단된 드레스덴 필하모니 관현악단은 1870년 11월 29일 첫 번째 콘서트를 치렀으며 드레스덴 시 정부로부터 보조금을 받기 시작한 1915년부터 현재의 이름을 사용해오고 있다. 
과거 동독 시절에는 문화 궁전(Kulterpalast)을 주 공연장으로 사용했다. 독일 통일 이후에, 새로운 콘서트 홀을 건축하자는 제안이 각계에서 밀려 들어왔다. 하지만 마렉 야노프스키가 상임 지휘자의 자리에서 물러나는 2004년, 새로운 홀의 건립이 지지부진한 이유가 자신의 사임 이유라고 밝히고 나서자 건립 과정에 속도가 붙기 시작했다. 오케스트라는 문화 궁전 외에도 크로이츠 교회(Kreuzkerche)와 드레스덴 음악대학, Scholoss Albrechtsberg 등을 연주 장소로 사용하고 있다. 좋은.
관련 단체로는 드레스덴 필하모니 합창단과 드레스덴 필하모니 챔버 콰이어가 있다.

## 역대 상임 지휘자
| 구분 | 연도      | 이름                      | 영문명                    |
| ---- | --------- | ------------------------- | ------------------------- |
| 1대  | 1870-1885 | 헤르만 만스펠트           | Hermann Mannsfeldt        |
| 2대  | 1885-1886 | 미하엘 치머만             | Michael Zimmermann        |
| 3대  | 1886-1890 | 어니스트 슈탈             | Ernst Stahl               |
| 4대  | 1890-1903 | 아우구스트 트렌클러       | August Trenkler           |
| 5대  | 1903-1915 | 윌리 올센                 | Willy Olsen               |
| 6대  | 1915-1923 | 에드윈 린드너             | Edwin Lindner             |
| 7대  | 1923-1924 | 요제프 므라첵             | Joseph Gustav Mraczek     |
| 8대  | 1924-1929 | 에두아르드 뫼리케         | Eduard Mörike             |
| 9대  | 1929-1932 | 파울 쉐인플루크           | Paul Scheinpflug          |
| 10대 | 1932-1934 | 베르너 라트빅             | Werner Ladwig             |
| 11대 | 1934-1942 | 파울 반 켐펜              | Paul van Kempen           |
| 12대 | 1942-1944 | 칼 슈리히트               | Carl Schuricht            |
| 13대 | 1945-1946 | 게르하르트 바이젠후터     | Gerhart Wiesenhutter      |
| 14대 | 1947-1964 | 하인츠 봉가르츠           | Heinz Bongartz            |
| 15대 | 1964-1967 | 홀스트 포스터             | Horst Förster             |
| 16대 | 1967-1972 | 쿠르트 마주어             | Kurt Masur                |
| 17대 | 1972-1976 | 권터 헤르비히             | Günther Herbig            |
| 18대 | 1977-1985 | 헤르베르트 케겔           | Herbert Kegel             |
| 19대 | 1986-1994 | 외르크페터 바이글         | Jörg-Peter Weigle         |
| 20대 | 1994-2001 | 미셸 플라송               | Michel Plasson            |
| 21대 | 2001-2004 | 마렉 야노프스키           | Marek Janowski            |
| 22대 | 2004-2011 | 라파엘 프뤼벡 데 부르고스 | Rafael Frühbeck de Burgos |
| 23대 | 2011-현재 | 미하엘 잔덜링             | Michael Sanderling        |